# Ангри
Ангри (итал. Angri) је насеље у Италији у округу Салерно, региону Кампанија.
Према процени из 2011. у насељу је живело 31632 становника. Насеље се налази на надморској висини од 20 м.

## Становништво
Према резултатима пописа становништва 2011. у општини је живело 32.576 становника.
| 1931.  | 1936.  | 1951.  | 1961.  | 1971.  | 1981.  | 1991.  | 2001.  | 2011.  |
| ------ | ------ | ------ | ------ | ------ | ------ | ------ | ------ | ------ |
| 13.729 | 14.747 | 18.798 | 21.859 | 23.155 | 27.972 | 29.753 | 29.761 | 32.576 |